# Arctosa fusca
Arctosa fusca este o specie de păianjeni din genul Arctosa, familia Lycosidae. A fost descrisă pentru prima dată de Keyserling, 1877. Conform Catalogue of Life specia Arctosa fusca nu are subspecii cunoscute.